# الدوري الذهبي 2005
تنافس على المليون دولار في الدوري الذهبي لسنة 2005، 7 رياضين و5 رياضيات خلال 6 محطات.
يجب الفوز ب 6 محطات لنيل جائزة المليون دولار.

## الفائزة
تاتيانا ليبيديفا من  روسيا هي الوحيدة التي فازت خلال جميع مراحل الدوري الذهبي وحصلت على المليون دولار كاملة.

## النتائج
|               | باريس 1 يوليو                    | روما 8 يوليو                      | أوسلو 29 يوليو                   | زوريخ 19 أغسطس                    | بروكسيل 26 أغسطس                 | برلين 4 سبتمبر                    |
| ------------- | -------------------------------- | --------------------------------- | -------------------------------- | --------------------------------- | -------------------------------- | --------------------------------- |
| رجال          |                                  |                                   |                                  |                                   |                                  |                                   |
| 100 متر       | عزيز زكري · غانا                 | جوستين غاتلين · الولايات المتحدة  | عزيز زكري · غانا                 | جوستين غاتلين · الولايات المتحدة  | جوستين غاتلين · الولايات المتحدة | دويغت توماس · جامايكا             |
| 800 متر       | ويام ويامبوي · كينيا             | الفريد كيروا يغو · كينيا          | مبولاني مولودزي · جنوب إفريقيا   | ويلفريد بونغي · كينيا             | يوري بورزاكوفسكي · روسيا         | مبولاني مولودزي · جنوب إفريقيا    |
| 1500 م        | دانيل كيبشيركير كومان · كينيا    | رشيد رمزي · البحرين               | دحمان نجيم بشير · قطر            | دانيل كيبشيركير كومان · كينيا     | دانيل كيبشيركير كومان · كينيا    | دانيل كيبشيركير كومان · كينيا     |
| 3000 م 5000 م | كنينيسا بيكيلي · إثيوبيا         | ازاك كيبرنو · كينيا               | جون كيبوين · كينيا               | كنينيسا بيكيلي · إثيوبيا          | اليود كيبشوغي · كينيا            | برنارد لاجات · الولايات المتحدة   |
| 110 م حواجز   | لادجي دكوري · فرنسا              | دومينيك ارنولد · الولايات المتحدة | لادجي دكوري · فرنسا              | دومينيك ارنولد · الولايات المتحدة | ألن جونسون · الولايات المتحدة    | دومينيك ارنولد · الولايات المتحدة |
| الوثب العالي  | ستيفان هولم · السويد             | اندري سوكولوفسكي · روسيا          | ستيفان هولم · السويد             | سفاتوسلاف تون · جمهورية التشيك    | فيكتور مويا · كوبا               | ياغوسلاف ريباكوف · روسيا          |
| رمي الرمح     | تيرو بتكاماكي · فنلندا           | اندروس فارنيك · إستونيا           | تيرو بتكاماكي · فنلندا           | تيرو بتكاماكي · فنلندا            | سيرجي ماكاروف · روسيا            | تيرو بتكاماكي · فنلندا            |
| نساء          |                                  |                                   |                                  |                                   |                                  |                                   |
| 100 متر       | كريستين ارون · فرنسا             | كريستين ارون فرنسا                | كريستين ارون · فرنسا             | فيرونيكا كامبل · جامايكا          | كريستين ارون · فرنسا             | كريستين ارون · فرنسا              |
| 800 متر       | سفيتلانا شيركاسوفا · روسيا       | حسنة بنحسي · المغرب               | تايانا اندرينوفا · روسيا         | زوليا كلاتيود · كوبا              | مايت ماراتينز · إسبانيا          | زوليا كلاتيود · كوبا              |
| 3000 م 5000 م | اديت ماسي · كينيا                | تورنيش ديبابا · إثيوبيا           | مريم جمال · البحرين              | مريم جمال · البحرين               | مسيريت ديفار · إثيوبيا           | برهان ادري · إثيوبيا              |
| 400 م حواجز   | لاشيندا ديموس · الولايات المتحدة | لاشيندا ديموس · الولايات المتحدة  | ساندرا غلوفير · الولايات المتحدة | يوليا بيشونكينا · روسيا           | لاشيندا ديموس · الولايات المتحدة | ساندرا غلوفير · الولايات المتحدة  |
| الوثب الثلاثي | تاتيانا ليبيديفا · روسيا         | تاتيانا ليبيديفا · روسيا          | تاتيانا ليبيديفا · روسيا         | تاتيانا ليبيديفا · روسيا          | تاتيانا ليبيديفا · روسيا         | تاتيانا ليبيديفا · روسيا          |

## المصدر
- IAAF

| الدوري الذهبي (الاتحاد الدولي لألعاب القوى)                                                  |
| 1998 \| 1999 \| 2000 \| 2001 \| 2002 \| 2003 \| 2004 \| 2005 \| 2006 \| 2007 \| 2008 \| 2009 |